# Суханов Максим Олександрович
Максим Олександрович Суханов (рос. Макси́м Алекса́ндрович Суха́нов; 10 листопада 1963, Москва, Російська РФСР) — радянський та російський актор театру і кіно.
У 1985 році закінчив Театральний інститут імені Бориса Щукіна.

## Вибіркова фільмографія
- Тиха застава (1985)
- Одинокий автобус під дощем (1986)
- Честь маю (1987)
- Ліміта (1994)
- Діти Арбата (2004)
- 20 сигарет (2007)
- Залюднений острів (2009)
- Стомлені Сонцем 2: Передстояння (2010)
- Вікінг (2011)
- Мішень (2011)
- Роль (2013)
- Топі (2021)

## Громадська позиція
У червні 2012 року разом з низкою інших російських діячів культури підписав відкритий лист на захист панк-групи Pussy Riot.
У 2014-2015 роках висловлювався проти війни на сході України, оцінюючи її як «ситуацію жахливого абсурду». Підтримав «Марш миру» проти війни з Україною, що проходив в Москві у вересні 2014 року.
Відмовився від звань народного і заслуженого артиста Російської Федерації, назвавши це «подачкою з боку влади».
У 2018 взяв участь у проекті «Нової газети» на підтримку ув'язненого у Росії українського режисера Олега Сенцова

### Ставлення доСталіна
Вважає, що Сталіна потрібно записати в найбільші злочинці і заборонити встановлення пам'ятників на його честь.